# Nemesvitai Botanikus Kert és Kísérleti Erdő
A Nemesvitai botanikus kert és kísérleti erdő gyűjteményes magánkert, helyben honos és egzotikus növényekkel. A hozzá csatlakozó kísérleti erdőben vegetáció- és élőhely-kutatással, élőhely-rekonstrukcióval foglalkoznak. 
A kert és az erdő teljes területe a Balaton-felvidéki Nemzeti Parkhoz tartozik, védett. A Natura 2000 hálózat része, tagja a Magyar Arborétumok és Botanikus Kertek Szövetségének (MaBOSz).
A Kísérleti-erdő az egyetlen jelenleg ismert élőhelye a Gáyer-berkenyének (Sorbus gayerana Kárp.). Azóta a Keszthelyi-hegységben és máshol is előkerült.
A terület belépődíj nélkül, előzetes egyeztetéssel, korlátozottan látogatható.
Helye: 8311 Nemesvita (Veszprém vármegye), Szenbékü u. 1/c.
Nemesvitától közvetlenül délnyugatra található.